# Antonius Pozzo

Kaiser Ebersdorf, Handzeichnung von Wolfgang Wilhelm Prämer

Schloss Neugebäude, Handzeichnung von Prämer

Antonius Pozzo (* in Mailand; † nach 1581) war ein Steinmetz- und Werkmeister.

## Familie
Er war sicher ein Sohn des Jacopo Pozzo, der 1562 der oberste Meister im Dornbacher Steinbruch war.
Wie man einer Bittschrift vom Mai 1562 entnehmen kann, stand Jacopo seit 15 Jahren an den Hofbauten und im Steinbruch im Dienst. Darüber war er zu einem khrumbling und krank geworden.
Mit Franciscus und Bernhard Pozzo war er vermutlich verwandt. Diese waren Brüder Franciscus Pozzo war unter Ferdinand I. kaiserlicher Baumeister.
In den Archivalien wird Pozzo, wie auch sein Mitmeister Bartholomäus Pethan, aus Dornbach bezeichnet.

## Bauten für den Kaiser

### Hofburg in Wien

#### Schweizer Trakt
Im September 1557 stellten Hofbaumeister Benedikt Kölbl und Francesco Torre die Dringlichkeit eines Neubaus in der nordöstlichen Ecke der Burg fest. Zusätzlich wurde eine Altane eingeplant. 1565 ist eine Zahlung an die beiden Steinmetzmeister Bartholomäus Pethan und Antonio Pozo aus dem Dornbacher Steinbruch dokumentiert.

#### Stallburg
Beim Neubau  der Stallburg, Baumeister Pietro Ferrabosco, waren beide Meister beteiligt. Sie arbeiteten u. a. an 27 Bögen zu je 70 fl für den Obristengang, der von der Stallburg in den Hoflustgarten führte.

### Schloss Ebersdorf in Niederösterreich
1564/65 arbeiteten Pethan und Pozzo an Fenstern und Türen für Schloss Ebersdorf.

### Schloss Neugebäude
Am 13. Juni 1576 befahl der kaiserliche Bauschreiber: An Richter und Gemeinde zu Sommerein, Sarasdorf und Wilfleinsdorf – „Ehrbare. Wir geben Euch zu vernehmen, dass in dem Steinbruch am Leithaberg etliche große Steinwerk gehaut worden, die man zu dem Röm. Kais. Majestät, unserem Allergnädigsten Herrn, Neuen Fasangartengebäude herauf führen solle …“ In Kaisersteinbruch arbeiteten bereits die Steinmetzen Bartholomäus Pethan und Antonius Pozzo u. a. an den Säulen für die westliche Galerie, und diese sollten aus dem Steinbruch des Leithagebirges transportiert werden.
In den Jahren nach Kaiser Maximilians Ableben gingen die Bauarbeiten nur schleppend weiter. 1579 standen auch die Säulen der östlichen Galerie, was aus einer an Kaiser Rudolph gerichteten Bittschrift der Steinmetzen Bartholomäus Pethan und Antonius Pozzo Anfang 1580 hervorgeht. Sie beschwerten sich darüber, dass ihnen die vom Hofzahlmeister versprochenen 200 fl für die schwere Arbeit an der östlichen Galerie nicht ausbezahlt würden.

### Der kayserliche Steinbruch am Leythaberg
Aus den Quellen ist zu erkennen, Bartholomäus Pethan und Antonius Pozzo, sowie Alexius und Elias Payos und Augustin Rigobello mit ihren Gesellen und Hilfskräften traten als eine Arbeitsgemeinschaft auf, arbeiteten in „Freundschaft“ – auf geteilten Gewinn für den Kaiser, wie das Francesco della Torre und Giovanni Battista Passerini sen. und Giovanni Battista Pozzo für den Dom zu Passau und den Prager Hof taten, sowie deren Söhne Giovanni Pietro della Torre und Giovanni Battista Passerini jun. Der junge Steinmetzmeister Ambrosius Ferrethi, gemeinsam mit Camillo Rezi arbeitete in der Hofburg für den Kaiser.

### Abrechnung 1581
Ein Punkt daraus: es folgen 50 fl/4kr, die der Werkmeister und Steinmetz Antonio Pozzo vom Lohn für den verstorbenen Steinmetzen Domenico Moneto einbehalten hatte. Moneto waren Jahre zuvor auf das stainwerck, so er zu dem Neuenstockh gegen Eberstorff hätte machen sollen 100 fl zugestanden worden, bis Juli 1580 hatte er aber nur für 49 fl/4 kr gearbeitet. Auch in dieser Baurechnung stimmen Einnahmen und Ausgaben nicht überein.